# قلعة كنغلو
قلعة إيزدخواست (بالفارسية: قلعه کنگلو) هي قلعة تاريخية تعود إلى عصر ساسانيون، وتقع في كنغلو، مقاطعة سوادكوه.